# Kažnjavanje Dirke
Kažnjavanje Dirke je antički podni mozaik koji potječe iz vremena između 2. i 3. stoljeća. Otkriven je u Puli nakon Drugog svjetskog rata tijekom kojeg je grad u nekoliko navrata bio žestoko bombardiran. Najviše je stradao dio stare jezgre između Foruma i Svete Marije Formose. Nakon rata bilo je nužno obnoviti ovaj dio grada. Tijekom rasčiščavanja ruševina, na dubini od 2 metra, nađeni su ostaci temeljnih zidova mnogih rimskih vila kao i ostaci mozaika. Jedan od nađenih mozaika bio je i "Kažnjavanje Dirke". Za razliku od ostalih, ovaj je mozaik bio u vrlo dobrom stanju te je zato konzerviran, restauriran i ostavljen na istom mjestu gdje se može vidjeti i danas. Zbog obnove kuća drugi su ostaci rimskih vila fotografirani, zaštićeni te ponovno zatrpani kao što je to nedavno učinjeno s arheološkim nalazima na središnjem gradskom trgu Forumu.
Mozaik je višebojnim pletenicama podijeljen u dvije gotovo jednake polovine s 40 ukrasnih polja. Središnje polje istočne polovine ispunjeno je figuralnom kompozicijom s prikazom grčkog mitološkog ciklusa o kažnjavanju Dirke koju blizanci Amfion i Zeto privezuju za rogove razbješnjela bika. Ostala su polja ukrašena rozetama, dupinima, ribama i pticama, te geometrijskim i biljnim motivima.
Dimenzije mozaika su 12 m sa 6 m, a napravljen je negdje između 2. i 3. stoljeća. Mozaik je jedan od najljepših antičkih mozaika na svijetu te je i u samoj Puli jedna od najdragocjenijih umjetnina. Iz ove skupine postoje još samo dvije umjetnine u svijetu: u Rimu pronađeni "Farneški bik" (čuva se danas u Napulju), a druga je "Dirka" dio serije slika o grešnim ženama u Vatikanu.
Danas se o mozaiku Kažnjavanje Dirke brine Arheološki muzej Istre.

## Više informacija
- mozaik
- Pula